# Schwedt/Oder
Schwedt/Oder település Németországban, azon belül Brandenburgban. Lakosainak száma 33 635 fő (2023. december 31.). Schwedt/Oder Casekow, Passow és Mark Landin községekkel határos.

## Népesség
A település népessége az elmúlt években az alábbi módon változott:
| Lakosok száma | 53 628 | 42 261 | 34 035 | 29 433 | 33 525 | 33 495 | 33 635 |
|               | 1990   | 2000   | 2010   | 2020   | 2021   | 2022   | 2023   |